# Bergov

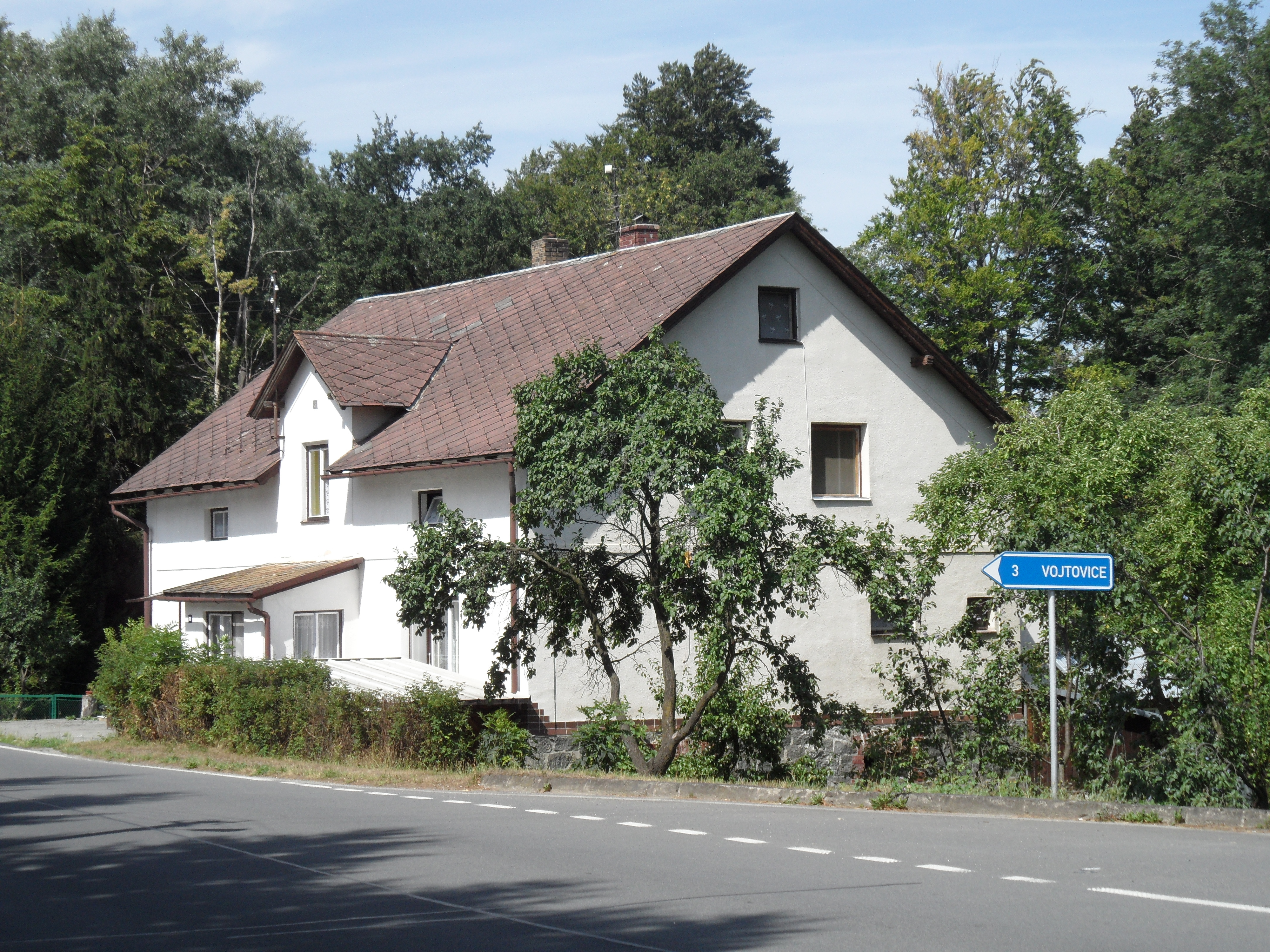
Abzweig nach Vojtovice

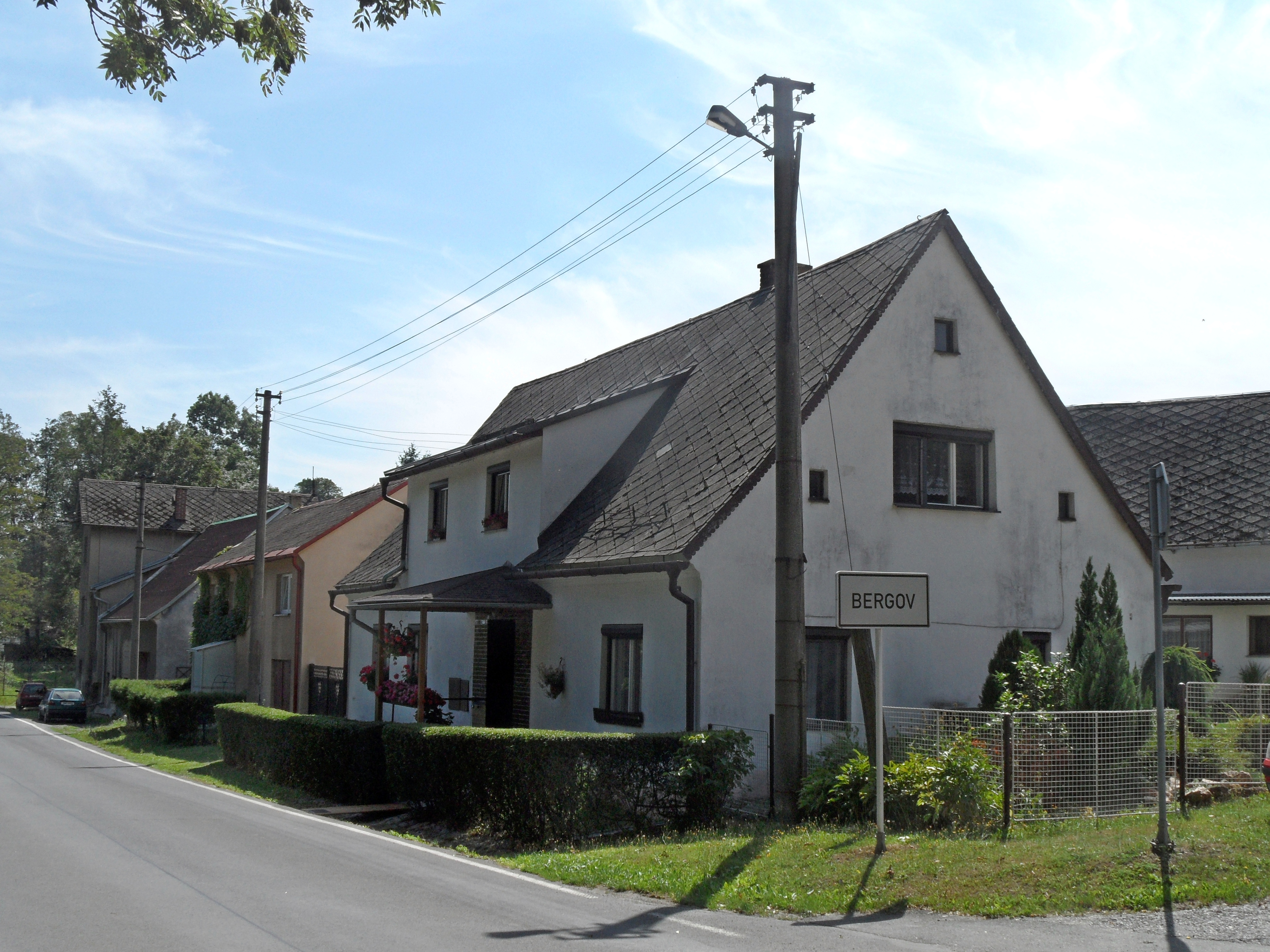
Ortsansicht

Bergov (deutsch Bergau) ist ein Ortsteil der Gemeinde Vlčice in Tschechien. Er liegt fünf Kilometer nordwestlich von Žulová und gehört zum Okres Jeseník.

## Geographie
Bergov befindet sich am Fuße des Reichensteiner Gebirges (Rychlebské hory) in der Žulovská pahorkatina (Friedeberger Hügelland). Durch Bergov fließt der Mlýnský potok (Mühlbach). Der Ort liegt an der Staatsstraße I/60 zwischen Javorník und Žulová. Nordöstlich erhebt sich der Rohatec (Schoberberg, 364 m n.m.), im Osten die Kaní hora (Hutberg, 476 m n.m.), südöstlich der Lánský vrch (Hubenberg, 422 m n.m.), im Südwesten der Kokeš (Hühnerkoppe, 651 m n.m.) und der Vápenný vrch (Kalkberg, 776 m n.m.) sowie westlich der Suť (Steingerütte, 717 m n.m.).
Nachbarorte sind Vlčice im Norden, Dolní Les und die Wüstung Annín (Annaberg) im Nordosten, Kobylá nad Vidnavkou und Sedmlánů im Osten, Tomíkovice und Dolní Skorošice im Südosten, Dvorec (Scholzenhof) und Petrovice (Petersdorf) im Süden sowie Vojtovice im Südwesten.

## Geschichte
Joseph Graf Schaffgotsch, der 1791 die fürstbischöfliche Lehnsherrschaft Wildschütz nach dem Erlöschen des Wildschützer Zweigs der Herren von Maltitz geerbt hatte, ließ im Jahre 1800 Teile des herrschaftlichen Hofes Wildschütz am Mühlbach parzellieren und an Siedler verkaufen. 1804 war die Gründung der Kolonie Bergau, die ihren Namen nach ihrer Lage in der Aue unterhalb der Berge erhielt, abgeschlossen. In herrschaftlichem Besitz blieben die Mahlmühle und die Brettsäge.
Im Jahre 1836 bestand die Kolonie Bergau aus 24 in einer Linie angelegten kleinen Häusern, in denen 127 deutschsprachige Personen lebten. Haupterwerbsquellen waren der Tagelohn, verschiedene Gewerbe sowie geringfügiger Ackerbau. Im Ort bestand eine Mahlmühle. Pfarr-, Schul- und Gerichtsort war Wildschütz. Bis zur Mitte des 19. Jahrhunderts blieb Bergau der Herrschaft Wildschütz untertänig.
Nach der Aufhebung der Patrimonialherrschaften bildete Bergau ab 1849 einen Ortsteil der Gemeinde Wildschütz im Gerichtsbezirk Jauernig. Ab 1869 gehörte das Dorf zum Bezirk Freiwaldau. Zu dieser Zeit hatte Bergau 110 Einwohner und bestand aus 20 Häusern. Zum Ende des 19. Jahrhunderts wurde der tschechische Ortsname Bergov eingeführt. Im Jahre 1900 lebten in Bergau 75 Personen, 1910 waren es 64. In der ersten Hälfte des 20. Jahrhunderts errichtete die Grundherrschaft Wildschütz bei der Mühle ein kleines Elektrizitätswerk. Beim Zensus von 1921 lebten in den 17 Häusern des Dorfes 87 Deutsche. 1930 hatte Bergov 91 Einwohner, davon 90 Deutsche, und bestand aus 18 Häusern. Nach dem Münchner Abkommen wurde das Dorf 1938 dem Deutschen Reich zugesprochen und gehörte bis 1945 zum Landkreis Freiwaldau. Nach dem Ende des Zweiten Weltkrieges kam Bergov zur Tschechoslowakei zurück; die meisten der deutschsprachigen Bewohner wurden 1945/46 vertrieben. 1950 lebten in den 12 Häusern des Dorfes nur noch 52 Personen. Bei der Gebietsreform von 1960 wurde der Okres Jeseník aufgehoben und Bergov in den Okres Šumperk eingegliedert. Zwischen 1985 und 1990 war das Dorf nach Javorník eingemeindet. Seit 1996 gehört Bergov wieder zum Okres Jeseník. Beim Zensus von 2001 lebten in den 13 Wohnhäusern des Dorfes 32 Personen. Insgesamt besteht Bergov heute aus 15 Häusern.

## Ortsgliederung
Der Ortsteil Bergov gehört zum Katastralbezirk Vlčice u Javorníka.